# Масерије (Кјети)
Масерије (итал. Masserie) је насеље у Италији у округу Кјети, региону Абруцо.
Према процени из 2011. у насељу је живело 75 становника. Насеље се налази на надморској висини од 184 м.